# Plouescat
Plouescat är en kommun i departementet Finistère i regionen Bretagne i västra Frankrike. Kommunen ligger i kantonen Plouescat som tillhör arrondissementet Morlaix. År 2022 hade Plouescat 3 549 invånare.

## Befolkningsutveckling
Antalet invånare i kommunen Plouescat
Referens:INSEE